# CN Близнецов
CN Близнецов (лат. CN Geminorum) — одиночная переменная звезда в созвездии Близнецов на расстоянии (вычисленном из значения параллакса) приблизительно 3 708 световых лет (около 1 137 парсек) от Солнца. Видимая звёздная величина звезды — от +15,6m до +14,2m.

## Характеристики
CN Близнецов — красная пульсирующая полуправильная переменная звезда типа SRA (SRA) спектрального класса M7. Эффективная температура — около 3301 К.